# Nephilengys dodo
Nephilengys dodo é uma espécie de aranha da família Nephilidae endêmica da ilha Maurício. Foi identificada como uma espécie distinta da Nephilengys borbonica em 2011. Seu nome é uma homenagem à ave extinta dodô.